# 931 Whittemora
A 931 Whittemora (ideiglenes jelöléssel 1920 GU) a Naprendszer kisbolygóövében található aszteroida. François Gonnessiat fedezte fel 1920. március 19-én, Algírban.